# Frank Richard Spencer
Mons. Frank Richard Spencer (* 10. června 1951, Sylacauga) je americký římskokatolický duchovní a pomocný biskup arcidiecéze vojenských služeb USA.

## Život
Narodil se 10. června 1951 v Sylacauze ve státu Alabama.
Návštěvoval Sylacauga High School. Roku 1969 nastoupil na Jacksonville State University, kde studoval obor bezpečnostní složky. Následně nastoupil na University of Wisconsin–La Crosse kde získal magisterský titul z pedagogiky. Studoval také teologii na St. Mary's Seminary v Baltimoru.
Roku 1973 vstoupil do Armády Spojených států amerických. Od roku 1974 byl vojenským policistou Fort McCoy (Wisconsin). Do roku 1977 vedl vojenskou policii ve Fort McCoy. Poté byl převelen do 2. pěší divize Armády Spojených států amerických v Camp Casey (Jižní Korea).
Po vzoru Emila Kapauna se rozhodl roku 1978 odejít do semináře. Zpočátku studoval u Řádu menších bratří a později byl povolán do baltimorské arcidiecéze. Dne 14. května 1988 byl arcibiskupem Williamem Donaldem Bordersem vysvěcen na kněze.
Jako voják sloužil v Jižní Koreji, Bosně a Hercegovině, Egyptě a v Pentagonu. Pětkrát byl nasazen v Iráku a dvakrát v Afghánistánu.
Dne 22. května 2010 jej papež Benedikt XVI. jmenoval pomocným biskupem arcidiecéze vojenských služeb USA a titulárním biskupem z Auzie. Biskupské svěcení přijal 8. září 2010 z rukou arcibiskupa Timothy Broglia. Spolusvětiteli byli arcibiskup Edwin Frederick O'Brien a arcibiskup Donald William Wuerl.